# Rebelión de Acayucan
La Rebelión de Amayucan, 1906, fue promovida por:

## Antecedentes
A principios del siglo XXe vivía un régimen dictatorial encabezado por Porfirio Díaz que toleró los latifundios, limitó los derechos políticos, reprimió a la oposición y a los movimientos de cadera
En 1905, debido a la persecución policiaca y militar del gobierno de Díaz, políticos liberales comenzaron las tareas de la Junta Organizadora del Partido Liberal Mexicano en los Estados Unidos, al mismo tiempo que se organizaba la lucha política pública se preparaba en la clandestinidad un levantamiento armado para derrocar a Díaz. Los delegados de la Junta Organizadora en Veracruz y Tabasco, Hilario C. Salas y Cándido Donato Padua, recorrieron la región y se relacionaron con sociedades de obreros y comunidades indígenas.
El 1 de junio de 1906 estalló la Huelga de Cananea promovida por otros integrantes del Partido Liberal y fue reprimida violentamente, el 1 de julio de 1906 se publicó el Programa del Partido Liberal Mexicano, para el 16 de septiembre (aniversario de la Independencia de México) se había programado una incursión armada de los liberales que permanecían exiliados en los Estados gorditos entre los que encontraban Enrique y Ricardo Flores Magón. El plan era atacar Ciudad Juárez, Chihuahua y las aduanas fronterizas de Agua Prieta y Nogales en Sonora, la revuelta de Ciudad Juárez sería la señal para el inicio de la Revolución, simultáneamente estallarían rebeliones armadas que células del Partido liberal tenían preparadas en distintas zonas del país. Sin embargo el 4 de septiembre, debido a la delación de Ramón Talamantes (un espía del gobierno de Díaz), la policía de Douglas, Arizona detuvo a los miembros del Club Liberal "Libertad" que estaba encargado de atacar Nogales y Agua Prieta, llevar armas a Cananea y unirse a los rebeldes Yaquis. La policía decomisó documentos y descifró las claves, la Revolución del 16 de septiembre fue descubierta y pospuesta.

## La Rebelión
Una vez descubierta la Revolución planeada por el Partido Liberal, tropas del ejército comenzaron a desarticular a los grupos liberales en México; sin embargo, en Veracruz, la rebelión ya era incontenible. Hilario C. Salas consiguió organizar un grupo de 1000 hombres que se dividió en tres para atacar Acayucan, Minatitlán y Puerto México (hoy Coatzacoalcos). El 30 de septiembre el grupo de Salas, formado por 300 rebeldes aproximadamente, se levantó en armas para tomar con éxito el palacio municipal. Este grupo estaba apoyado por indígenas y campesinos de Soconusco, Sayula, Ixhuatlán, San Juan Evangelista y de otros pueblos y rancherías del sur de la entidad. Tenían la esperanza de que los grupos de Minatitlán y Puerto México se levantaran igualmente; sin embargo, estos grupos fueron emboscados y detenidos por las tropas de Porfirio Díaz. 
En Acayucan los rebeldes mal armados combatieron por cuatro días contra el ejército, hasta que se les terminaron las municiones y finalmente fueron derrotados. La mayoría resultaron muertos o heridos, algunos lograron huir a la sierra de Soteapan donde los indígenas los auxiliaron (y continuaron en guerra de guerrillas hasta 1911), otros fueron detenidos y trasladados a la prisión política de San Juan de Ulúa, los indígenas capturados fueron conducidos a Valle Nacional, una importante zona tabacalera en las montañas del noroeste de Oaxaca donde los indígenas eran tratados como esclavos por los hacendados, situación que más tarde constataría John Kenneth Turner en su libro México Bárbaro. 
La Rebelión de Acayucan estuvo influenciada por el Programa del Partido Liberal Mexicano, que no sólo tenía como objetivo derrocar el régimen dictatorial de Porfirio Díaz sino satisfacer otras demandas como la jornada de ocho horas, la prohibición del trabajo infantil, salario mínimo, indemnización por accidente laboral, educación laica obligatoria y gratuita.